# Pierre Cardin

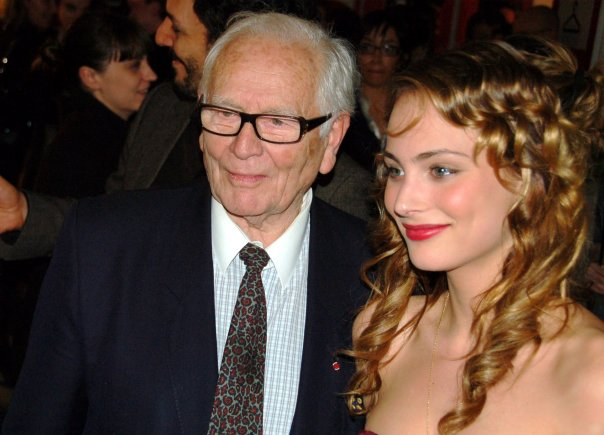
Pierre Cardin mit Nora Arnezeder, 2009

Pierre Cardin (* 2. Juli 1922 als Pietro Costante Cardin in San Biagio di Callalta bei Treviso, Venetien, Italien; † 29. Dezember 2020 in Neuilly-sur-Seine) war ein französischer Modeschöpfer und Unternehmer. Cardin galt mit Paco Rabanne und André Courrèges als Erfinder der futuristischen Mode ab 1963.

## Leben und Werk

### Mode
Cardin war das jüngste von sieben Kindern eines Weinhändlers. Nach der Befreiung Frankreichs ging er 1944 nach Paris und begann dort als Modezeichner im Haus Paquin seine Modekarriere; mit insgesamt 76 Berufsjahren bis zu seinem Tod im Jahr 2020 gilt er als der am längsten im Modegeschäft tätige Mensch der Welt. 1946 fertigte Cardin während seiner dreimonatigen Beschäftigung im Hause Elsa Schiaparellis die Kostüme für Jean Cocteaus Film La Belle et la Bête an. Danach wollte er eigentlich bei dem von ihm sehr angesehenen Cristóbal Balenciaga anfangen, bekam jedoch keine Anstellung und fing daher 1947 bei Christian Dior an. Dort entwarf er den „New Look“ für Frauen, der sich vor allem durch weit ausgestellte, verschwenderisch geschnittene Röcke, schmale Schultern und enge Taillen auszeichnete. 1950 gründete er als erster Couturier ein eigenes Haute-Couture-Unternehmen, das hochwertige Konfektionskleidung (Prêt-à-Porter) für den Weltmarkt herstellt. Das Ziel war, modekünstlerisch und verarbeitungsmäßig hochwertige Kleidung auch für ein breiteres Publikum erschwinglich zu gestalten. Seine Damenmode aus dieser Zeit zeichnete sich trotz Eleganz vor allem durch Einfachheit und Alltagstauglichkeit aus. Ein Jahrzehnt später entwarf Cardin als erster großer Modemacher auch Linien für Männer.
Cardin wirkte ebenfalls in Fragen der ökonomischen Umsetzung von Mode bahnbrechend; so war er der Erste unter den maßgebenden Modeschöpfern, der seine Marke umfassend für das Lizenzgeschäft nutzte. Er vergab den Namen Cardin an verschiedene Lizenznehmer und kreierte auch die jeweiligen Produkte. Nach eigenen Angaben erstellte er jährlich etwa hundert Design-Zeichnungen für seine Kunden. Von Cardin entworfene Unterwäsche wird auch von Discountern wie etwa Lidl vertrieben.
Bereits in den 1970er-Jahren knüpfte er erste Kontakte zur Volksrepublik China, mit dem Erfolg, dass er 1995 einen Vertrag mit der chinesischen Regierung zwecks Herstellung von Uniformen für Armee, Polizei und Post abschließen konnte. Weitere Verträge über Uniformen mit anderen Ländern schlossen sich an.

### Produktdesign

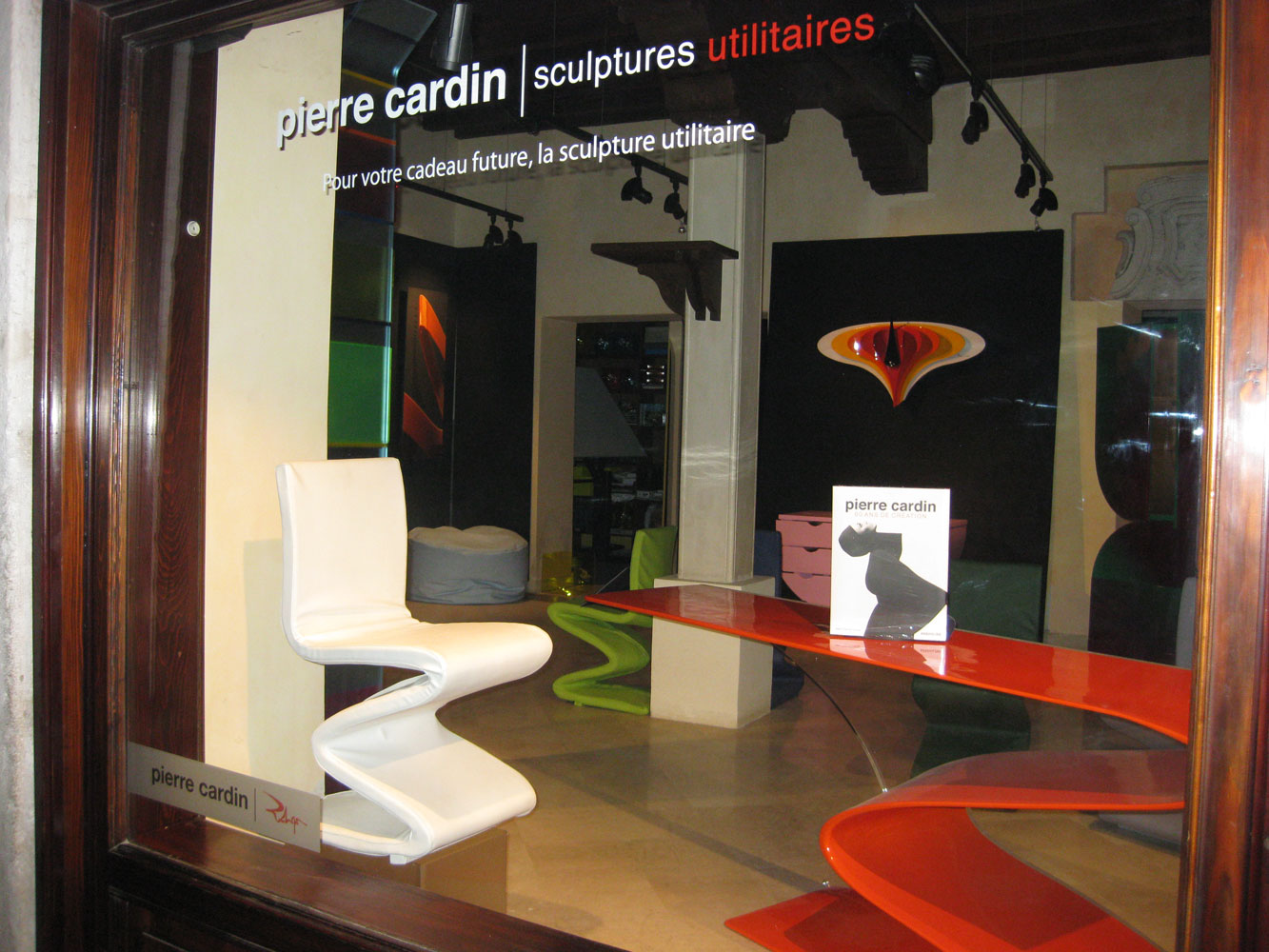
Möbel im Stil der sculptures utilitaires

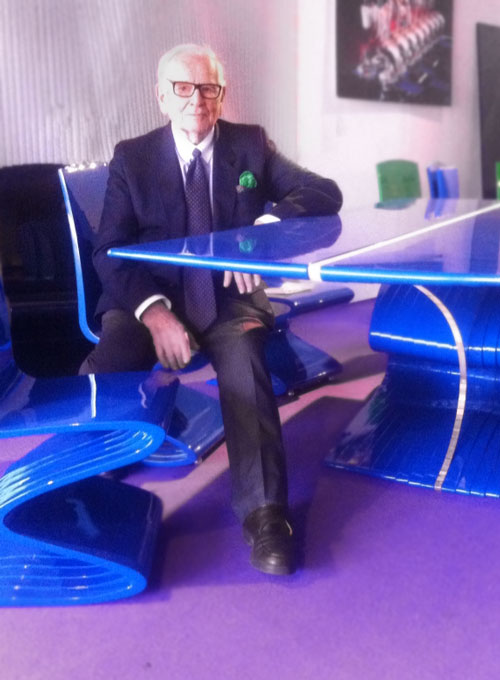
Sculptures utilitaires: Tisch und Stuhl Cobra

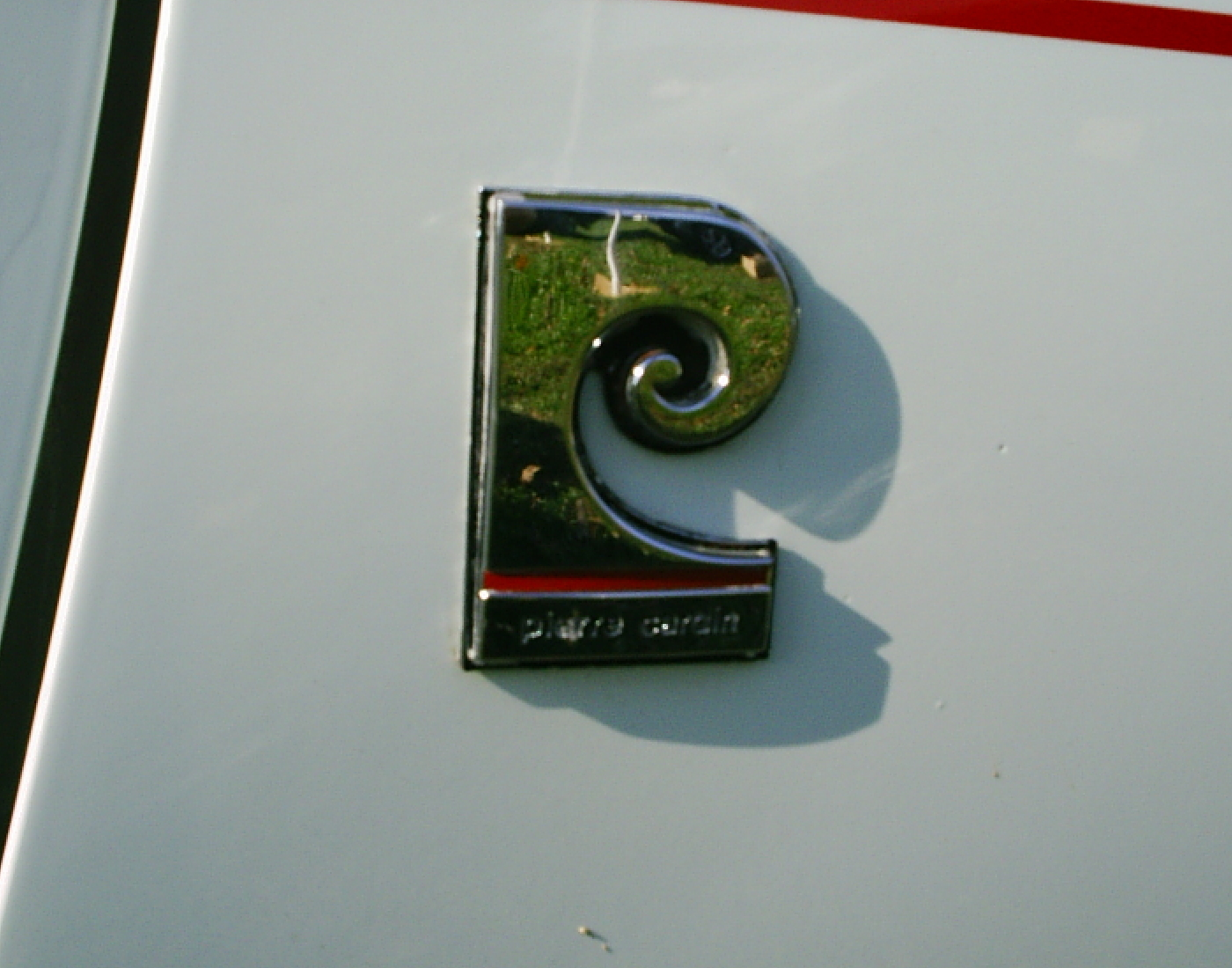
Logo

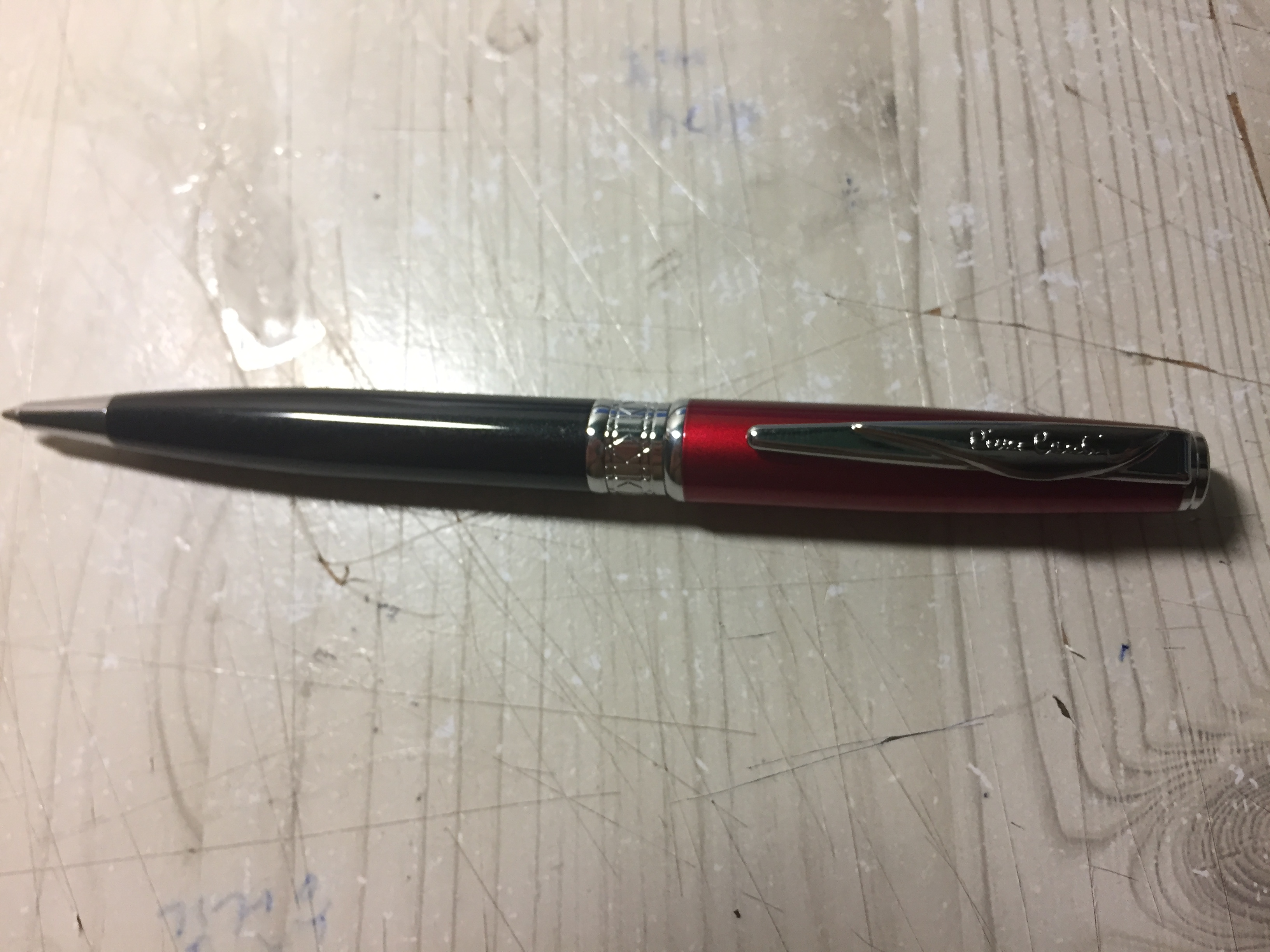
Kugelschreiber

Cardins Aktivität blieb nicht auf die Mode beschränkt. Es gab kaum einen Artikel aus dem Konsumgüterbereich, der nicht mit seinem Label hergestellt wurde: „Armbanduhren, Tisch-, Bett- und Frottierwäsche, Porzellan, Keramik, Essbestecke, Möbelstoffe, Transistorengeräte, Plattenspieler und Autointerieur“. Im Automobilbereich erschien Cardins Name am Modell AMC Javelin (1973), am Sbarro Stash (1976) und am Cardin Evolution I (1980). Ab den 1970er-Jahren beschäftigte er sich mit Möbeldesign und schuf bunt lackierte Bugholzmöbel in geometrischem Stil, die er als sculptures utilitaires (Gebrauchsskulpturen) bezeichnete. Zu seinen Mitarbeitern gehörte dabei Philippe Starck.

### Immobilien
1981 erwarb er das Pariser Nobelrestaurant Maxim’s und ließ es renovieren. Später eröffnete er Dependancen unter anderem in Monte Carlo, Brüssel, Genf, Peking, Shanghai, Tokio, Moskau und New York.
Im Mai 2001 kaufte er das Schloss des Marquis de Sade im südfranzösischen Dorf Lacoste. Cardin ließ die verfallene Burgruine wieder aufbauen, um dort Konzerte und Musikfestivals anbieten zu können, und erwarb eine Reihe weiterer Immobilien im Ort. Cardin wollte den kleinen Ort zu einem „Saint Tropez der Kultur“ machen. Im Ort regte sich dagegen Widerstand. Einwohner hielten ihm trotz seiner Investitionen von 22 Millionen Euro vor, ein „rücksichtsloser Immobilienhai“ zu sein und wie ein „feudaler Großgrundbesitzer“ aufzutreten. Cardin warf daraufhin den Einwohnern mangelndes Verständnis gegenüber seinen kulturellen Plänen vor.
Cardin verfügte 2007 über 800 Firmen in 180 Ländern mit rund 200.000 Mitarbeiterinnen und Mitarbeitern, 850 Lizenzen, 18 Restaurants und vier Theaterhäuser (Théâtre des Ambassadeurs). Weiterhin zählen zu seinem Firmenkonglomerat Hotels, Medien, Schlösser und Schiffe. Bemerkenswert am Unternehmen Cardin ist unter anderem, dass es keiner Holdinggesellschaft angehört und auch nie Anteile des Unternehmens verkauft wurden. Cardin beanspruchte, in der Geschichte des Unternehmens keine Schulden gemacht zu haben.

### Privates
Pierre Cardin wohnte in Théoule-sur-Mer, einem Küstenort in der Nähe von Cannes. Er hat dort 1991 das „Palais Bulles“ erworben - ein ungewöhnliches Haus, das der ungarische Architekt Antti Lovag erbaut hat. Die 25 Räume der Anlage sind kugelförmig (Blasen / bulles); es ist (mitsamt seinem Amphitheater und Pool) eine Referenz für organische Architektur.
Cardin hatte Beziehungen mit Männern und Frauen, darunter mit der Schauspielerin Jeanne Moreau. Er arbeitete trotz seines hohen Alters noch in seinem Todesjahr an Kollektionen und starb im Dezember 2020 im Alter von 98 Jahren. Seine letzte Ruhestätte fand Pierre Cardin auf dem Cimetière de Montmartre (5. Division) im Norden von Paris.

## Auszeichnungen (Auswahl)
- Kommandeur der französischen Ehrenlegion
- Kommandeur des Ordre national du Mérite
- Mitglied der Académie des Beaux-Arts seit 1992 (als einziger Modedesigner)
- Goldener Rathausmann der Stadt Wien 2005

## Zitate
„Mir hat es immer gefallen, durch meine Arbeit zu existieren, und es hat mich noch nie amüsiert, mich zu amüsieren.“

„Aber ich bin doch immer noch der einzige Innovative auf der ganzen Welt! Alle kopieren mich. Ich demokratisiere, die anderen banalisieren. Alle machen jetzt das, was ich vor 40, 50 Jahren schon gemacht habe. Aber es gibt einen großen Unterschied: Die Marke ‚Pierre Cardin‘ gehört allein mir. Ich bin der einzige Modeschöpfer, der die Rechte an seiner Marke nicht verkauft hat.“

„Was ist Mode? Morgen. Niemals gestern.“